# Costantino Acropolita
Costantino Acropolita o Acropolite (in greco bizantino: Κωνσταντῖνος ὁ Ἀκροπολίτης; fl. XIII secolo) è stato uno scrittore e agiografo bizantino, figlio di Giorgio Acropolita.
Fu ministro di Michele VIII Paleologo, fino a quando non cadde in disgrazia. Sotto Andronico II, tuttavia, riottenne il favore del basileus. Come suo padre, anche lui scrisse qualcosa sulla teologia, specialmente sullo Spirito Santo e sulle vite dei santi.
Sposò Maria Comnena Tornikina. La loro figlia Teodora sposò il generale Alessio Filantropeno, mentre l'altra loro figlia, Acropolitissa, sposò Michele di Trebisonda.